# Виноградненська сільська рада (Токмацький район)
| Виноградненська сільська рада — колишній орган місцевого самоврядування у Токмацькому районі Запорізької області з адміністративним центром у с. Виноградне. Історична дата утворення: 1993 рік. Водоймища на території, підпорядкованій даній сільській раді: р. Молочна. Сільській раді були підпорядковані населені пункти: - с. Виноградне - с. Благодатне |

## Склад ради
Загальний склад ради: 12 депутатів. Партійний склад ради: Партія регіонів — 7, Всеукраїнське об'єднання «Батьківщина» — 2, Сильна Україна — 3.

### Керівний склад ради
| ПІБ                  | Основні відомості                                                                                          | Дата обрання | Дата звільнення |
| -------------------- | --- | ------------ | --------------- |
| Білик Ніна Василівна | Сільський голова, 1957 року народження, освіта вища, позапартійна, був головою Ради попереднього скликання | 26.03.2006   | 31.10.2010      |
| Білик Ніна Василівна | Сільський голова, 1957 року народження, освіта вища                                                        | 31.10.2010   |                 |

Примітка: таблиця складена за даними джерела